# Potamochoerus
Potamochoerus (il cui nome significa "maiale di fiume") è un genere appartenente alla famiglia dei suini (Suidae). Il genere contiene due specie esistenti il cui areale è limitato all'Africa sub-sahariana, sebbene il potamocero comune, probabilmente a causa dell'introduzione da parte dell'uomo, sia presente anche in Madagascar e nelle isole vicine nell'Oceano Indiano. All'inizio del XX secolo, il genere conteneva almeno cinque specie diverse. Queste furono progressivamente consolidate, fino a quando, negli anni '70, fu generalmente convenuto che fossero tutte rappresentanti di una singola specie (P. porcus). Il potamocero comune, o bushpig, venne nuovamente riconosciuto come specie separata dal 1993 circa.
I più antichi fossili assegnabili al genere risalgono alla metà del Pliocene dell'Europa, mentre altri resti relativamente più recenti sono stati ritrovati in Africa e risalgono a metà del Pleistocene, suggerendo che il genere originariamente si sia evoluto in Eurasia. Tuttavia, prove filogenetiche molecolari suggeriscono che il genere si discostò dalla linea evolutiva che portò all'ilochero e al facocero molto prima, nel tardo Miocene, tra gli 11,9 e i 5,6 milioni di anni fa. Gli stessi studi suggeriscono che le due specie viventi si siano separate tra i 4.8 e gli 0.2 milioni di anni fa.

## Specie

### Specie esistenti
| Immagine | Nome scientifico | Nome comune           | Distribuzione                    |
| -------- | ---------------- | --------------------- | -------------------------------- |
|          | P. larvatus      | Potamocero, o bushpig | Africa orientale e meridionale.  |
|          | P. porcus        | Potamocero rosso      | Foreste della Guinea e del Congo |

### Specie fossili
- † Potamochoerus magnus